# 571 TCN
571 TCN là một năm trong lịch La Mã.